# Hydrovatus medialis
Hydrovatus medialis är en skalbaggsart som beskrevs av J. Balfour-browne 1939. Hydrovatus medialis ingår i släktet Hydrovatus och familjen dykare. Inga underarter finns listade i Catalogue of Life.